# Воронов Микола Миколайович
Микола Миколайович Воронов (23 квітня 1899 (5 травня 1899), Санкт-Петербург, Російська імперія — 28 лютого 1968, Москва, СРСР, рос. Никола́й Никола́евич Во́ронов) — радянський воєначальник, Головний маршал артилерії (18.01.1943), Герой Радянського Союзу (7 травня 1965 року). Очолював артилерію РСЧА у період Німецько-радянської війни.
Учасник громадянських воєн у Росії і в Іспанії, Радянсько-польської, «Зимової» й Німецько-радянської війн; брав участь у Польському поході РСЧА і у приєднанні Бессарабії і Північної Буковини до СРСР.